# صلیب مسیحی

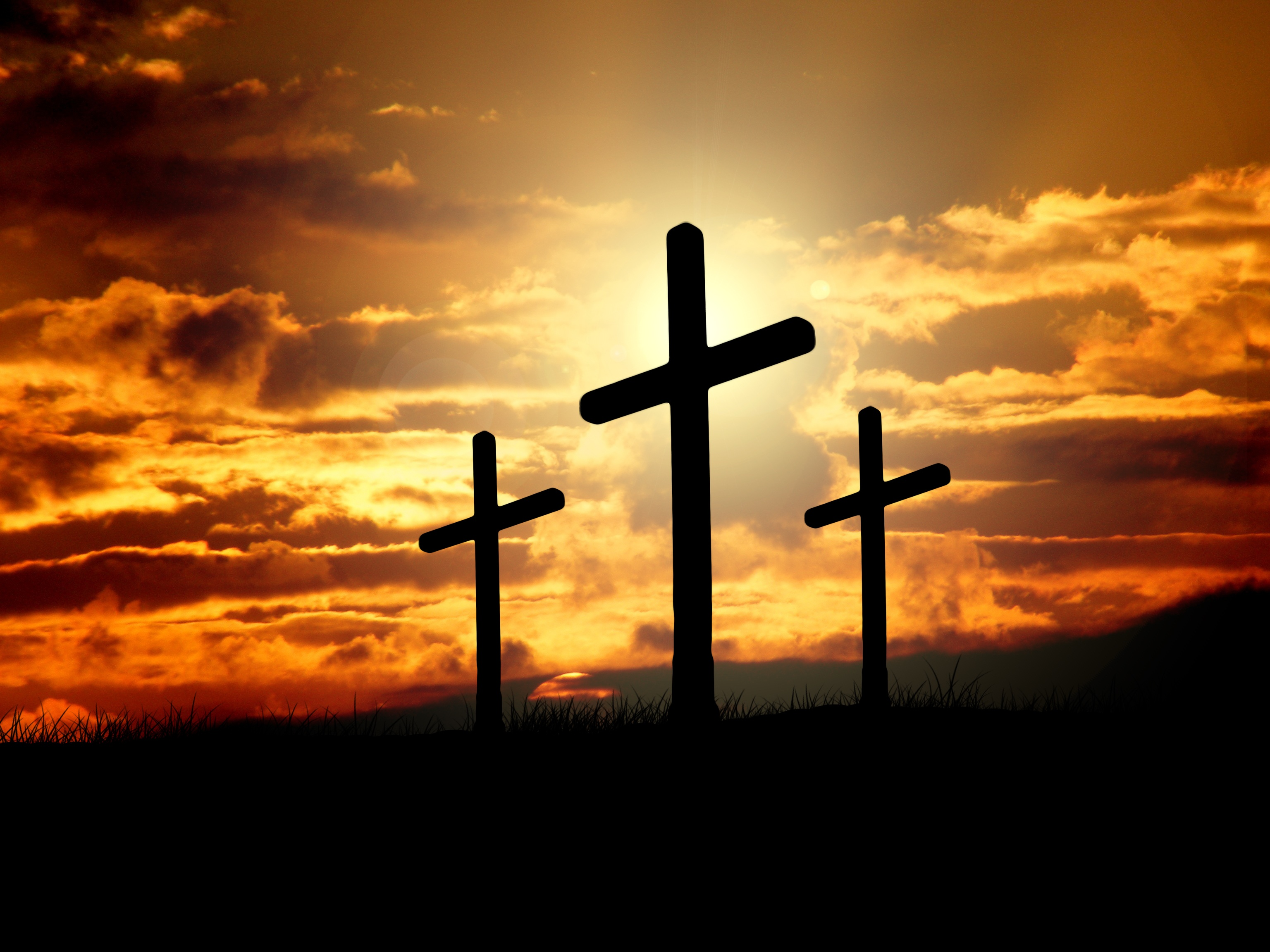

صلیب مسیحی یا چلیپای ترسایی به نشانه‌ای مانند ✞ گفته می‌شود. چلیپا گونه‌های مختلفی دارد و ترسایان آن را در جایگاه نماد ترساگری به کار می‌برند. چلیپا از نمادهای آیین مهرپرستی نیز می‌باشد.

## ریشه‌شناسی

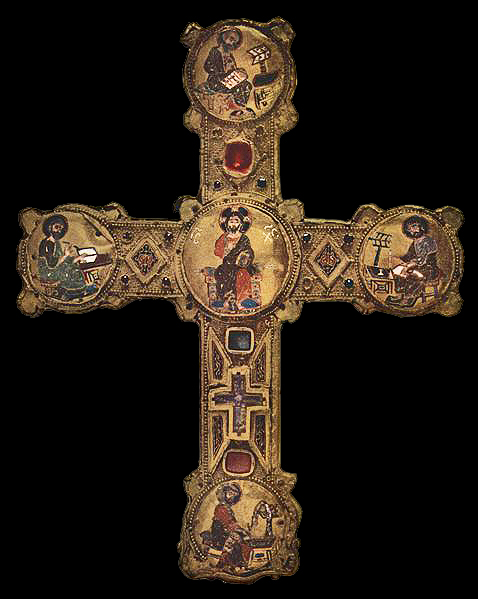
یک چلیپای ترساییِ زیورزده از آنِ سدهٔ ۱۲ میلادی

در واژه‌نامهٔ دهخدا آمده است: صلیب. [صَ] (ع اِ) چوبی است که ترسایان در زُنّار بندند، و به فارسی آن را چلیپا گویند؛ و نوشته‌اند که صلیب معرّب چلیپ است. (غیاث‌اللغات).»
البته مصحح برهان قاطع ذیل کلمهٔ «چلیپا» به‌غلط توضیح داده که چلیپا مأخوذ از آرامیِ «صلیبا» (عربیِ «صلیب») است. این توضیح غلط است و در فارسی حرف «ص» عربی به «چ» تبدیل نمی‌شود، بلکه برعکس، «چ» فارسی در زبان عربی به «ص» و «ش» و «تش» تبدیل می‌شود.
فردوسی گوید:
| به درگاه بردند چندی صلیب |  | نسیم گُلان آمد و بوی طیب |

داغی است مر شتران را بر شکل چلیپا. (منتهی‌الارب).
در عهد عتیق مجازات مرگ سنگسار بود، ولی گاه مردارها بر درختی می‌ماندند تا برای آنان که سرپیچی می‌کردند هشداری بی‌چون و چرا باشد (یوشع ۱۰:۲۶، تثنیه ۲۱:۲۲–۲۳). یهودیان مرگ این دسته مردم را به مانند نفرین خدا بر زندگی‌شان می‌انگاشتند (غلاطیان ۳:۱۳)، و مردار آن‌ها می‌بایست پیش از فروشُدِ آفتاب شب به خاک سپرده می‌شد (یوحنا ۱۹:۳۱). چلیپای عیسی، بر پایهٔ نشان‌های عهد جدید، یادآور همان درختی است که در عهد عتیق نماد نفرین و خواری بود (اعمال ۵:۳۰، ۱۰:۳۹، اول پطرس ۲:۲۴).
کارنامهٔ گذشتگان گواه آن است که فنیقی‌ها و کارتاژها کِیفَرِ جان ستاندن با چلیپا را گاه انجام می‌دادند، ولی این رومیان بودند که کاربرد گستردهٔ آن را همه‌گیر کردند. تنها بردگان و بدترین تبهکاران به چلیپا کشیده می‌شدند. بر پایهٔ آیین ترسایی، پطرس، پیغمبر عیسی مسیح، به سانِ وارونه به چلیپا کشیده شد، و این رخداد با گواه‌های تاریخی دیگر همخوانی دارد.
رومیان به سه شیوه دار (چلیپا) به‌پا می‌کردند؛ یکی T-گونه است که برخی بر این باورند که نماد یکی از خدایان به نام تموز است. دیگری X-گونه است که برخی از حواریون مسیح مانند اندریاس قدیس را بر آن به چلیپا کشیده شده، کردند. ولی گونهٔ همگانی آن ریختی است که گزارش‌های انجیل با آن هم‌خوانی دارد (متی ۲۷:۳۷، مرقس ۱۵:۲۶، لوقا ۲۳:۳۸ و یوحنا ۱۹:۱۹–۲۲).
در گذشته‌های دور، چلیپا نماد صلح و دوستی بوده است؛ برای نمونه، « آمن هوتپ چهارم» (یکی از فراعنهٔ مصر و سرشناس به «آخناتون»)، که مردی صلح‌جو بود، برای پادشاهان کشورهای دیگر چلیپاهای زرین به نشانهٔ صلح می‌فرستاد تا از جنگ جلوگیری کند. در آیین مهرپرستی یا میتراییسم، چلیپا نماد خورشید بود؛ نمونهٔ آن در نقش رستم و چلیپای ایرانی هست.

## نگارخانه

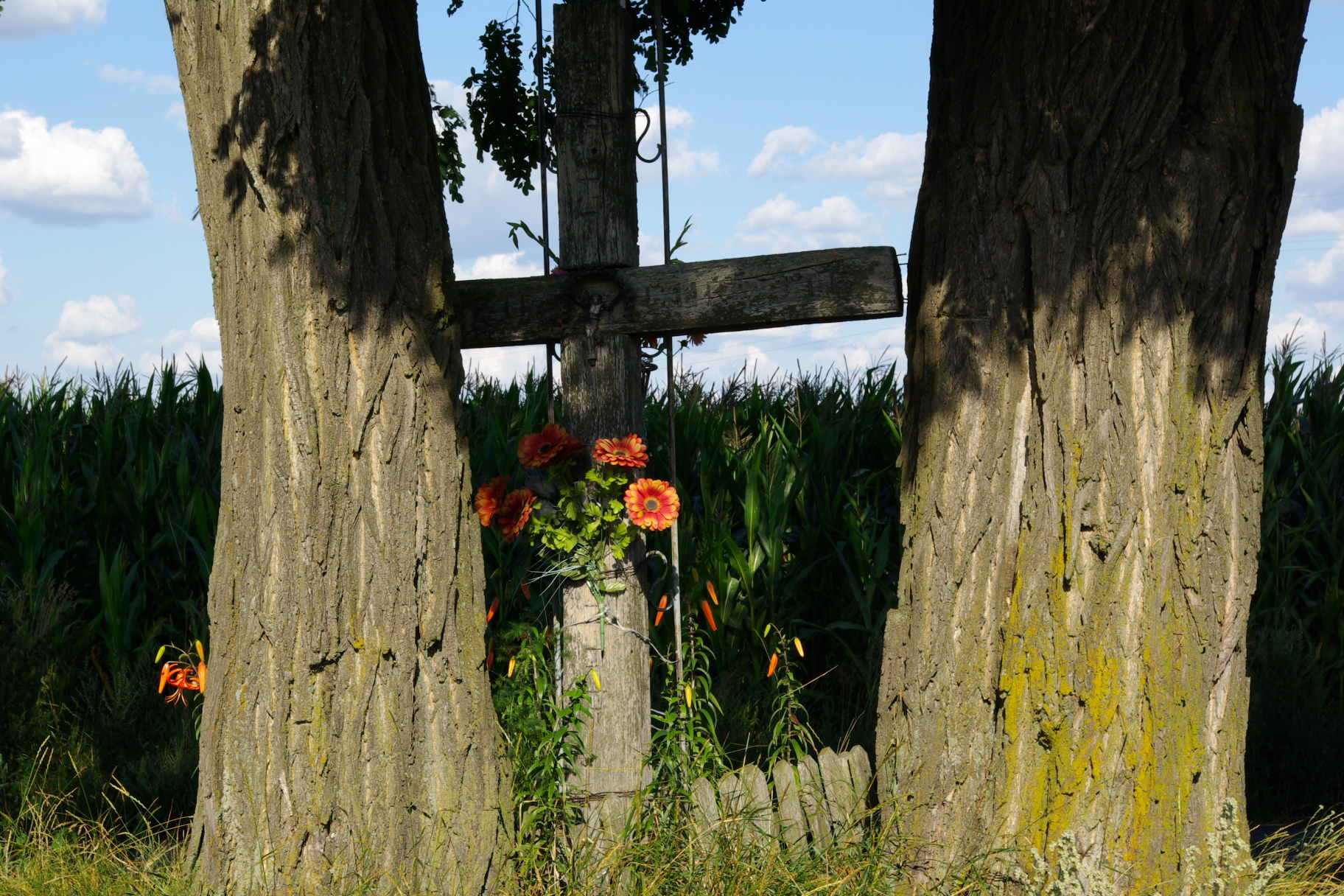
یک چلیپای لاتین (رومیایی)
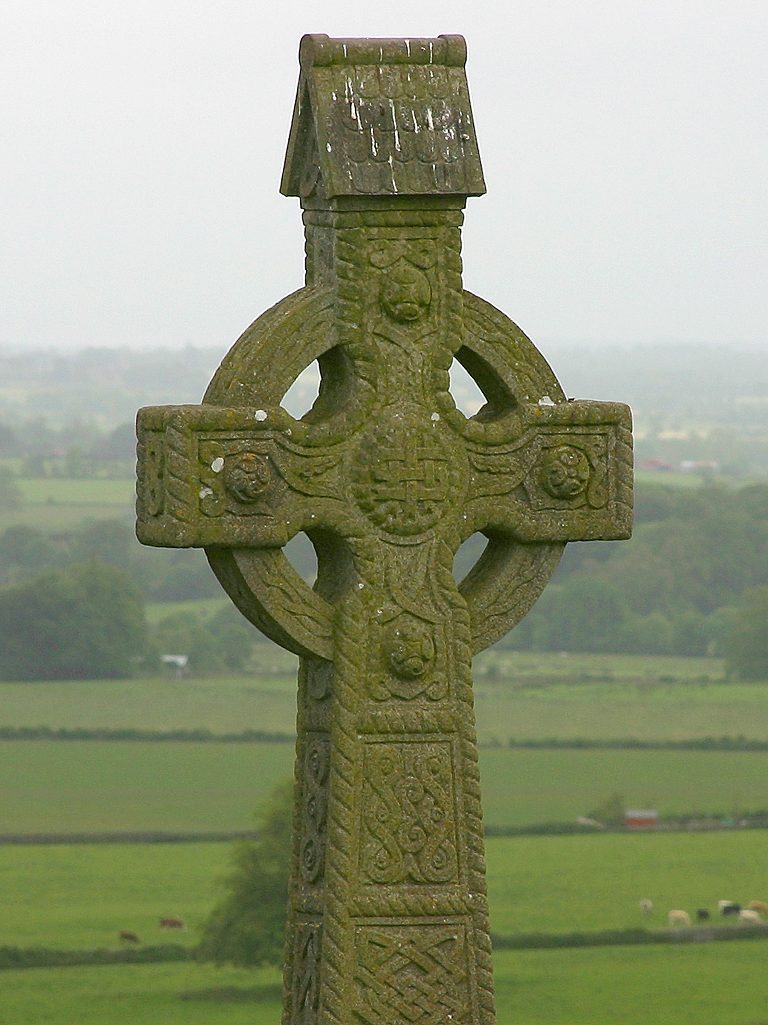
چلیپای تخته‌سنگ کاشل
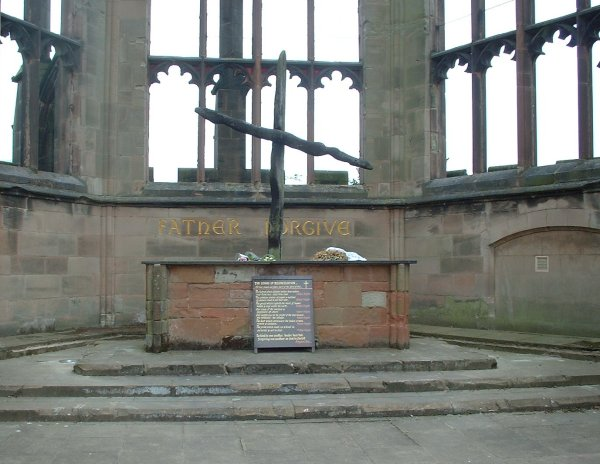
چلیپای سوختهٔ کلیسای جامع کاونتری
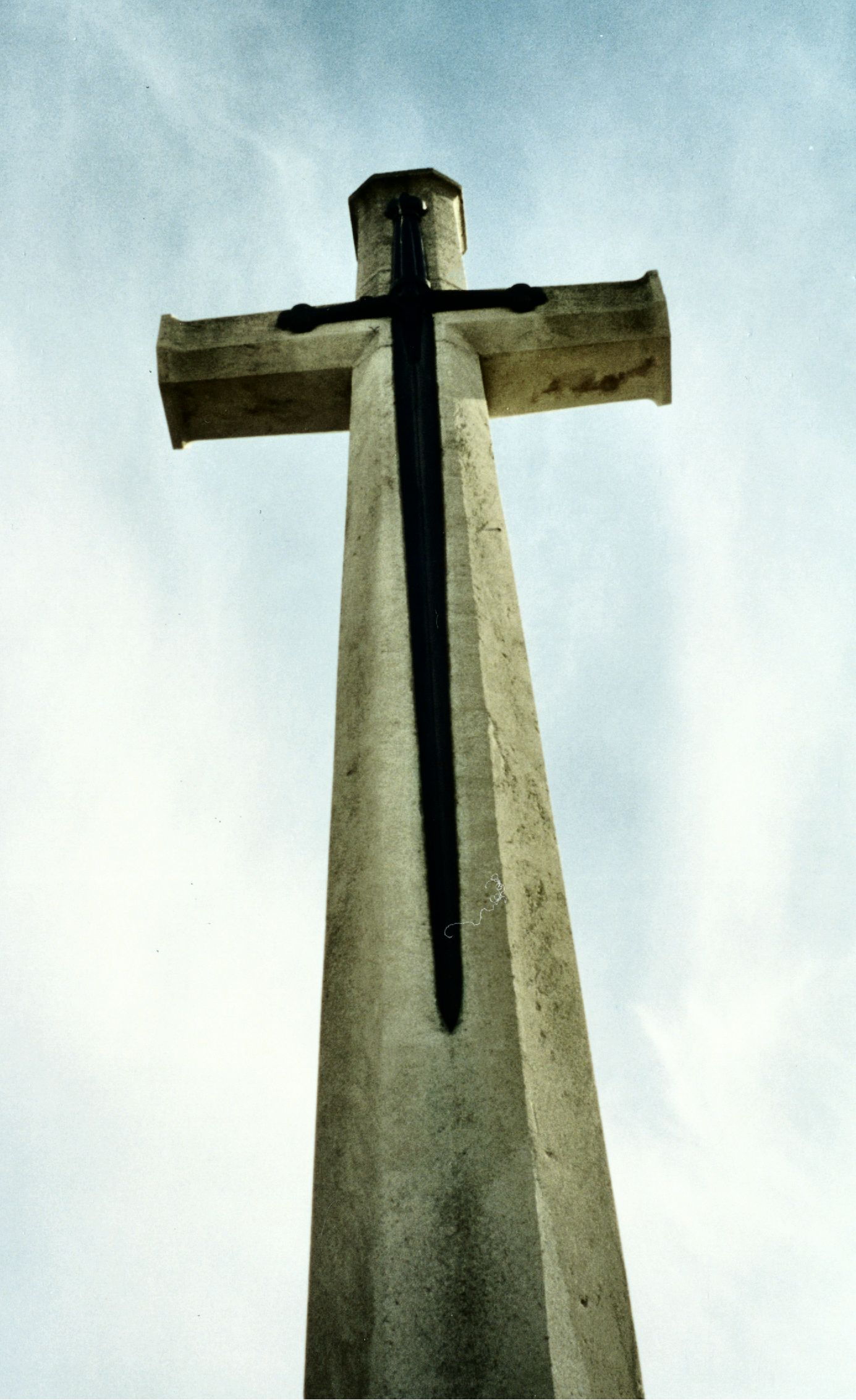
«چلیپای کرپانیان (قربانیان)» یا چلیپای جنگ، انجمن گورستان جنگیِ کشورهای همسود، ۱۹۲۰
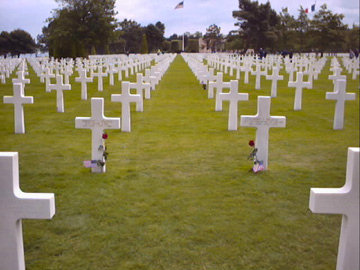
چلیپاهای لاتین در یک گورستان نُرماندی
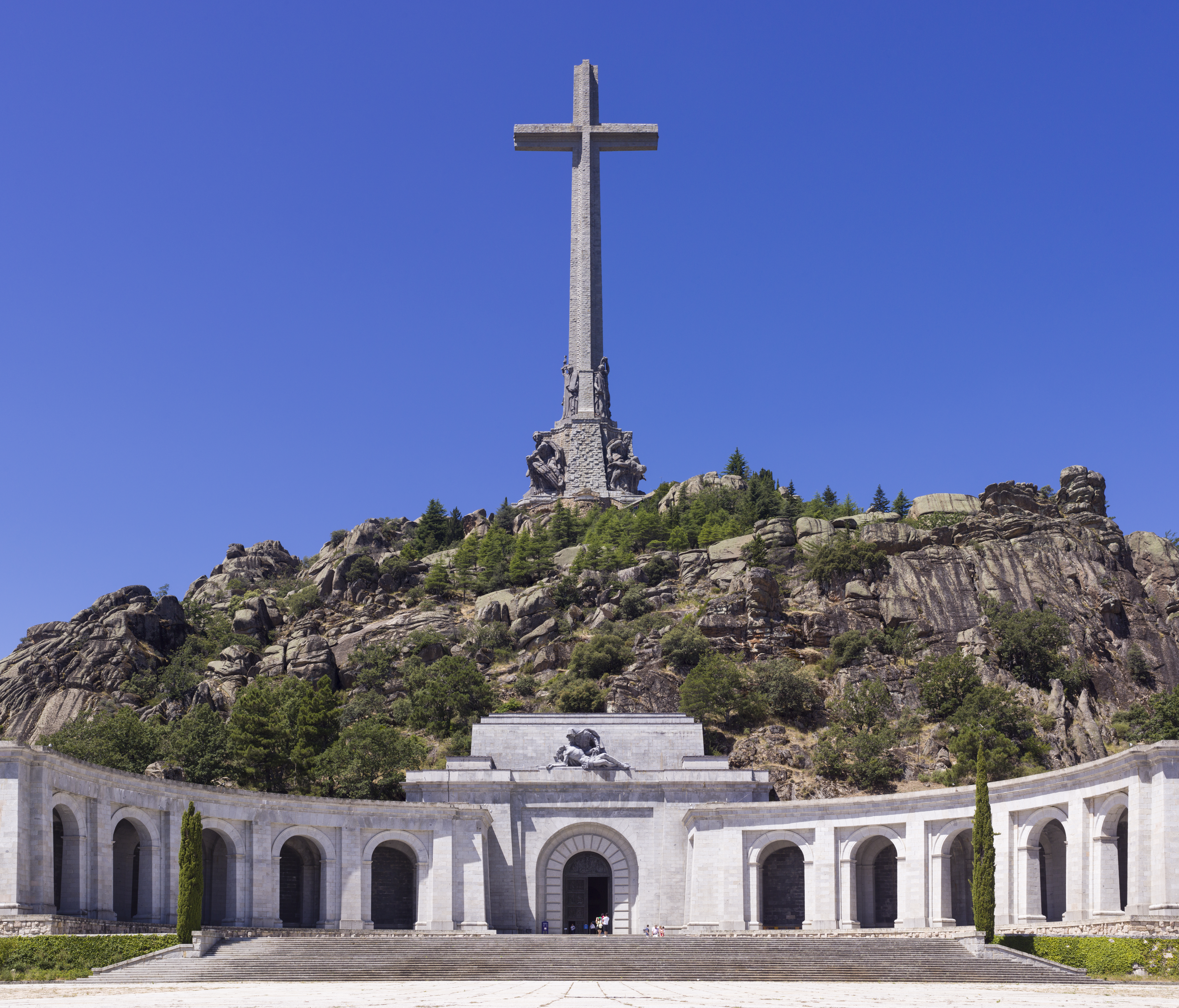
چلیپایی در وال د لوس کایدوس، نزدیک مادرید (بلندترین چلیپای جهان)
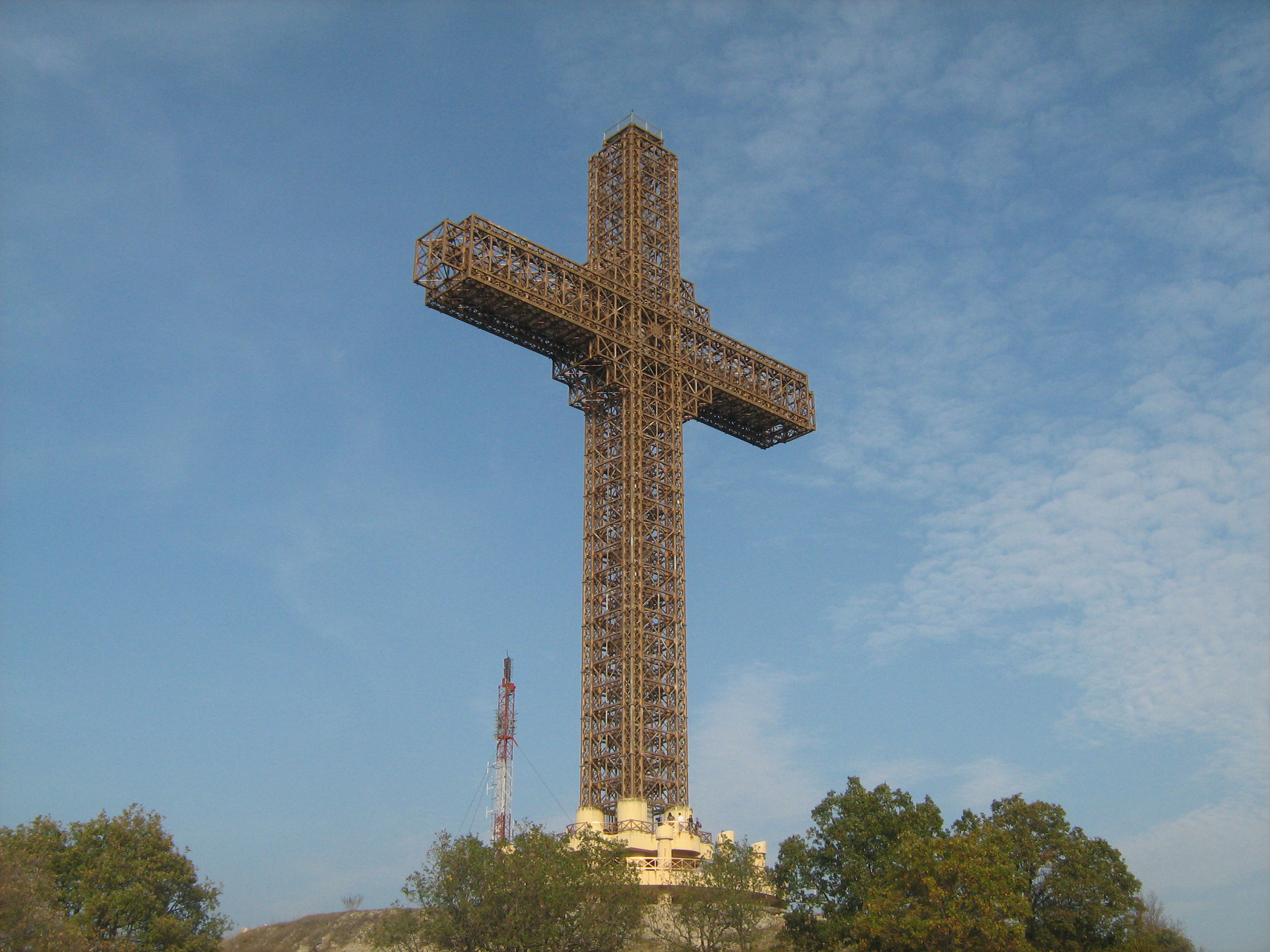
چلیپای هزاره،اسکوپیه، مقدونیهٔ اپاختری، از بزرگ‌ترین چلیپاهای جهان